# Stadio Robert Diochon
Lo stadio Robert Diochon  (in francese Stade Robert-Diochon) è un impianto sportivo nella città francese di Le Petit-Quevilly. Viene utilizzato principalmente per le partite di calcio e ospita gli incontri casalinghi del FC Rouen e dell'US Quevilly-Rouen. Lo stadio, rinnovato nel 2003 può contenere 12,018 spettatori. Oltre al campo di calcio principale (105×68 m), dispone di altre aree sportive: un campo di gara annesso (100 × 65m), sei campi di allenamento di calcio e campi da tennis. Dal 2021, lo stadio ospita anche le partite di rugby del Rouen Normandie.
Nel 2007, è stato studiato per un certo periodo il progetto di un centro commerciale sotto lo stand Lenoble; poi il progetto è stato abbandonato a causa dell'inadeguatezza del progetto al livello sportivo del club all'epoca.